# Heiner Finkbeiner

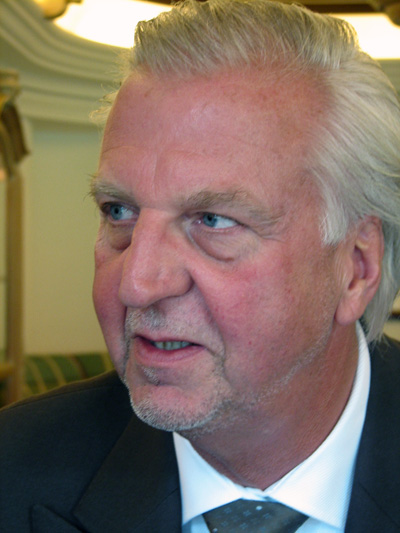
Heiner Finkbeiner (2007)

Heiner Finkbeiner (* 2. Januar 1949 in Tonbach, Ortsteil von Baiersbronn im Schwarzwald) ist ein deutscher Hotelier und Gastronom, der ab 1984 das Hotel Traube Tonbach seines Onkels leitete, seit 1993 ist er Inhaber.

## Leben
Finkbeiner entstammt einer Hotelierfamilie aus Tonbach, die dort 1789 eine Schenke für Holzfäller gründete. Er absolvierte von 1965 bis 1968 eine Berufsausbildung zum Koch im Hotel Sommerberg in Bad Wildbad, kochte anschließend ein Jahr im Hotel Bayerischer Hof in München und wurde 1969 Chef de Partie im Hotel Bachmair in Rottach-Egern.
Die Aufstiegsfortbildung an der Hotelfachschule in Heidelberg von 1970 bis 1972 schloss er mit dem Staatsexamen als Staatlich geprüfter Betriebswirt ab. Während dieser Zeit arbeitete er am Empfang und in der Verwaltung des Hotels des Bergues in Genf und des Park-Hilton, München.
Von 1974 bis 1976 war Finkbeiner bei Eckart Witzigmann im Restaurant Tantris in München als Demi-Chef und Chef de Partie tätig. Anschließend legte er die Meisterprüfung zum Küchenmeister an der Hotelfachschule Heidelberg ab und übernahm die Stelle des Chef de Rang in Brenner’s Parkhotel in Baden-Baden. 1976 heiratete er die Hotelkauffrau Renate Fischer, das Ehepaar hat zwei Söhne und zwei Töchter.

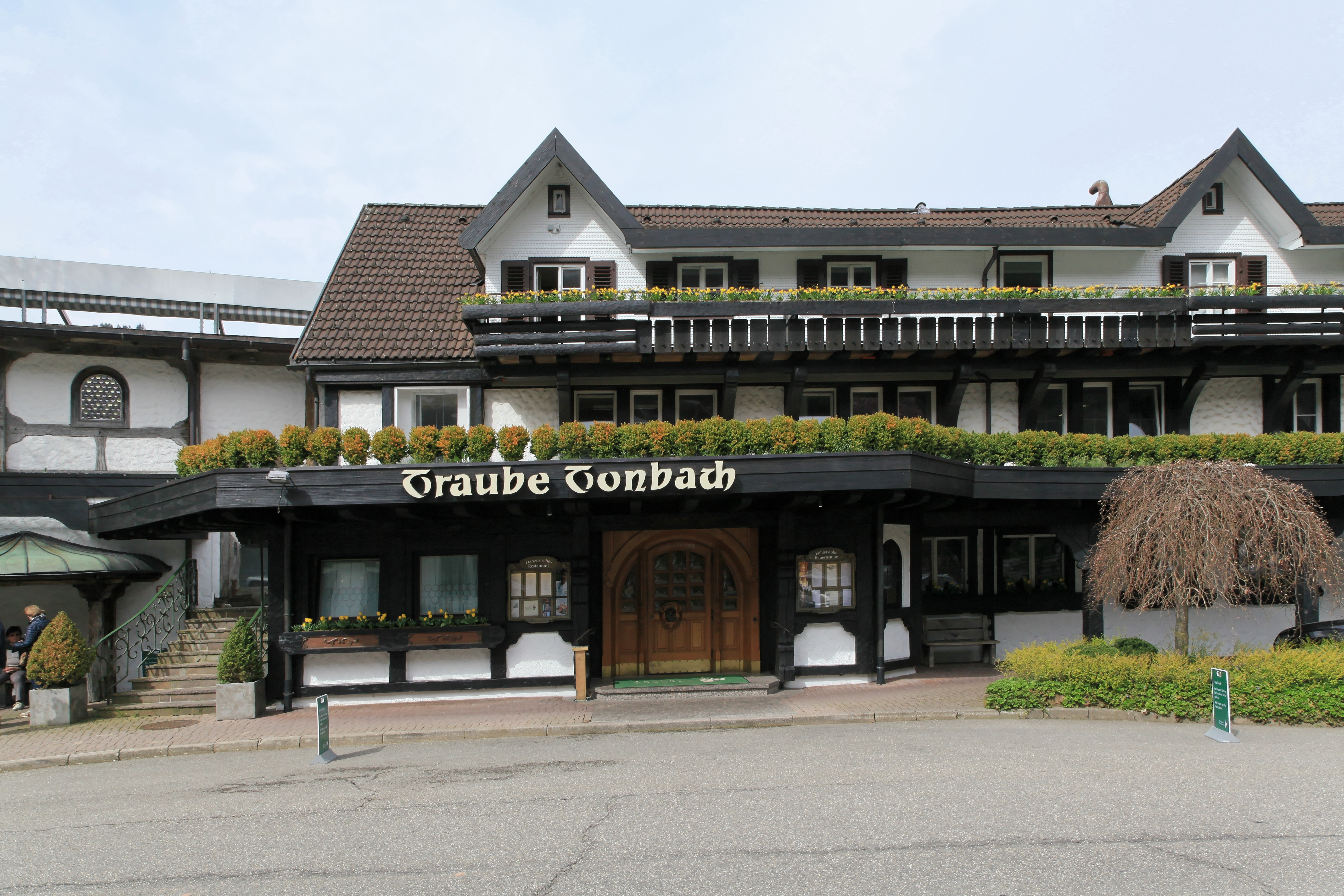
Schwarzwaldstube im Hotel Traube Tonbach (Altbau, 2016)

1977 wurde er Leiter des Restaurants Schwarzwaldstube im Hotel Traube Tonbach, dem Hotel seines Onkels Willi Finkbeiner, in seinem Heimatort Tonbach. 1984 wurde er dort Hoteldirektor. Er entwickelte das Hotel in ständiger Konkurrenz mit dem wenige Kilometer entfernten Hotel Bareiss. Die Schwarzwaldstube wird seit dem Guide Michelin 1993 mit drei Sternen ausgezeichnet, erst unter Harald Wohlfahrt, seit dem Guide Michelin 2018 unter Torsten Michel.
1993 wurde Finkbeiner Inhaber des Hotels Traube Tonbach. Unterstützt wird er von seinen Söhnen Matthias und Sebastian, der Tochter Antonia und den Direktoren Jan Kappler und Björn Deinert.
In der Nacht zum 5. Januar 2020 waren bei einem Brand des sogenannten Stammhauses das Restaurant Schwarzwaldstube wie auch zwei andere Restaurants zerstört worden. Die Familie Finkbeiner begann unmittelbar nach dem Brand mit den Planungen für einen Neubau, der an gleicher Stelle im April 2022 eröffnet wurde.

## Auszeichnungen und Ehrenämter
- 1997 Hotelier des Jahres
- 1998 Wirtschaftsmedaille des Landes Baden-Württemberg
- 2002 Mitglied des Präsidiums Les Grandes Tables du Monde
- 2003 Bundesverdienstkreuz am Bande
- 2003 Brillat-Savarin-Plakette
- 2004 Ehrenmitglied der Weinbruderschaft Confrérie Saint Etienne, Kientzheim
- 2006 Chevalier dans l’Ordre de la Légion d’Honneur (Ritter der französischen Ehrenlegion)
- 2006 Officier de Coteaux Champenoise
- 2011 Hotelier des Jahres (Bertelsmann Guide)
- 2015 Hoteliers des Jahres (Gault-Millau), gemeinsam mit Ehefrau Renate Finkbeiner[7]

## Publikation
- Mit Adalbert Schmitt und Alfons Schuhbeck: Der perfekte Gast im Restaurant. Augustus-Verlag, 1997, ISBN 978-3-8043-3070-2.